# Église Saint-Hyacinthe de Legnica
L'église Saint-Hyacinthe de Legnica (pl : Kościół św. Jacka w Legnicy) est une église catholique de style néo-gothique située dans la ville polonaise de Legnica. Mise en service en 1908, elle fut d'abord un temple protestant, puis affectée au culte catholique après la Seconde Guerre mondiale. 
C'est dans cette église qu'aurait eu lien en 2013 le miracle eucharistique de Legnica. 

## Histoire

### Construction

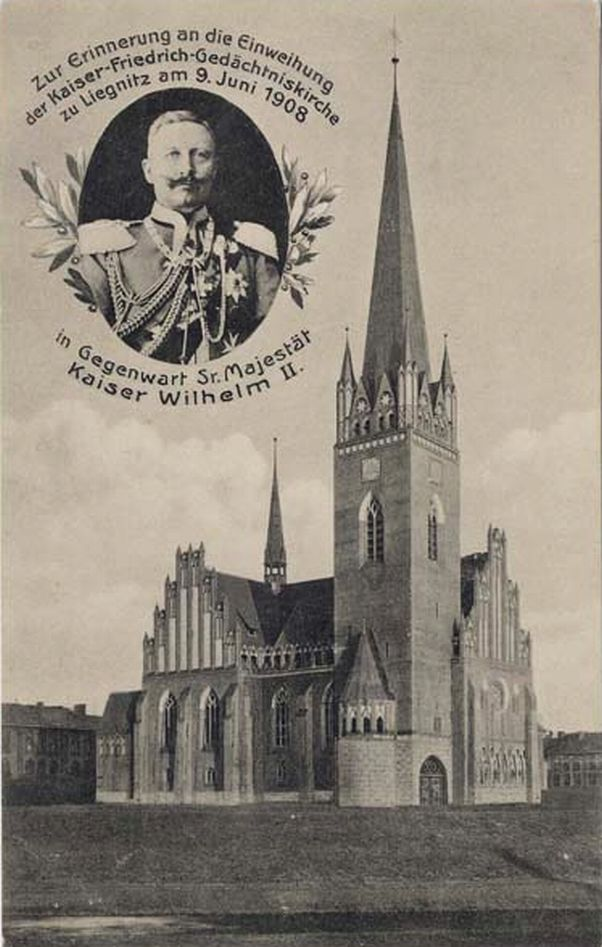
Carte postale de 1908 commémorant la présence de Guillaume II pour la consécration de l'église

Le bâtiment est construit sur le site de la Chartreuse de Legnica, qui avait été fermée en 1548. Sa construction commence en 1904, il est dédié à la mémoire de l'empereur Frédéric III.
Les fonds pour la construction sont collectés auprès des collections publiques et des contributions ont également été apportées par le conseil paroissial de Legnica, la direction de la ville et l'empereur Guillaume II, qui, avec son fils Oskar, a honoré la cérémonie de consécration du temple le 9 juin 1908.

### Après la Seconde Guerre mondiale
Après avoir pris la ville en 1945, l'Armée rouge installa une écurie dans le temple. Plus tard, après des rénovations, le bâtiment sert d'église auxiliaire de la paroisse de la Sainte-Trinité.
En 1968, le père Tadeusz Kisiński est officieusement nommé curé de l'église, distincte de la paroisse de la Sainte-Trinité. La nouvelle paroisse Saint-Hyacinthe-de-Cracovie de Legnica est officiellement créée en 1972, dont l'église paroissiale est l'église Saint-Hyacinthe.
En 2002, l'église Saint-Hyacinthe est élevée au rang de sanctuaire diocésain du diocèse de Legnica.
En 2013, c'est dans cette église qu'aurait eu lieu le miracle eucharistique de Legnica.

## Architecture
Le bâtiment est construit dans le style néo-gothique sur un plan en croix latine selon le projet de l'architecte Friedrich Oskar Hossfeld.
Il y avait 1 330 places à l'intérieur, et au début de la nef principale se trouvait une chapelle dédiée à l'empereur Frédéric III décédé. Une plaque commémorative avec des armoiries et des inscriptions a été placée dans la chapelle, au-dessus de laquelle deux anges tenaient la Couronne impériale allemande. Après 1945, ces éléments furent détruits.
Le clocher de l'église mesure 73 mètres de haut et la croix à son sommet mesure 4,5 mètres de haut. Il est surmonté d'un coq en métal doré. À l’intérieur du clocher se trouve un mécanisme d’horloge manuel qui fonctionne toujours. Parmi les trois anciennes cloches, seule une a survécu.

## Miracle eucharistique de Legnica

### Les évènements
Le 25 décembre 2013, une hostie consacrée serait tombée par terre durant la communion, alors qu'elle aurait  été mise dans l'eau pour être dissoute. Une teinte rouge serait apparue.
L'évêque de Legnica Stefan Cichy (pl) de l'époque nomme une commission dédiée à l'évènement.

### Analyse scientifique
En février 2014, un échantillon de l'hostie est prélevé pour examen histopathologique à deux services de médecine légale indépendante (universités de Szczecin et de Wrocław). Le service de médecine légale de Szczecin conclut qu'il s'agit d'un fragment du muscle cardiaque, avec des altérations apparaissant souvent pendant l'agonie. L'analyse ADN a conclu qu'il s'agissait de myocarde humain.

### Position de l'Eglise catholique
Le 10 avril 2016, l'évêque de Legnica Zbigniew Kiernikowski (pl), reconnait par un communiqué officiel l'évènement de 2013 comme "portant les caractéristiques d'un miracle eucharistique",. L'évêque ajoute : « Nous voyons ce Signe mystérieux comme un acte extraordinaire d’amour et de bonté de Dieu, qui vient vers les hommes dans une suprême humiliation ». Ce communiqué est destiné à être lu le dimanche suivant (17 avril) dans toutes les églises du diocèse.
Selon les indications du Saint-Siège sollicité à ce sujet, la relique est exposée à la vénération des fidèles,. La cérémonie de présentation publique des "reliques du Corps du Seigneur" a eu lieu le 2 juillet 2016.
Le miracle de Legnica fait partie d'un documentaire de 2018 du Dicastère pour la communication du Saint-Siège sur les miracles eucharistiques.